# Samsung Galaxy S6
Samsung Galaxy S6 (SM-G920, SM-G925, SM-G928) — смартфон компании Samsung Electronics, шестое поколение линейки Galaxy S.
Анонсирован 1 марта 2015 года на MWC в Барселоне S6, а также S6 Edge. В то время представленный 15 августа 2015 года на презентации Galaxy Unpacked 2015 это Samsung Galaxy S6 Edge+.
Дизайн задней панели выполнен из цельнометаллического корпуса; имеется 16-МП основная камера, сканер отпечатка пальца и датчика пульса.

## Развитие
Слухи о преемнике Galaxy S5 начали появляться в январе 2015 года, было сообщено, что Samsung будет использовать собственный процессор Exynos 7420, а не Qualcomm Snapdragon 810, из-за проблем, связанных с перегревом у последнего. Позже в этом месяце Qualcomm подтвердила в отчете о доходах, что её продукты не будут включены во «флагманское устройство большого клиента». Соперник LG Electronics оспаривал утверждения, касающиеся Snapdragon 810, хотя демонстрационные образцы  LG G Flex 2, оборудованные данным процессором, на выставке Consumer Electronics Show испытывали признаки возможного перегрева, но компания подчеркнула, что они были предварительными версиями.
В начале февраля 2015 года издание Bloomberg News сообщило, что S6 будет иметь металлический корпус и должен быть выпущен в нормальной версии, а также версии с экраном, изогнутым вдоль левой и правой сторон устройства, подобно Samsung Galaxy Note Edge. Дизайн S6 был официально представлен на рекламной веб-странице, выпущенной T-Mobile US 22 февраля 2015 года, которая показала изогнутый корпус и носила слоган «Six Appeal».
Samsung официально представила Galaxy S6 и S6 Edge во время первого мероприятия Samsung Unpacked 2015 на Mobile World Congress 1 марта 2015 года, релиз был намечен 10 апреля 2015 года в 20 странах мира. В Японии S6 и S6 Edge продаются исключительно под маркой Galaxy, большинство ссылок на Samsung удалены; продажи телефонов Samsung повлияли на исторические отношения между Японией и Южной Кореей, а представитель Samsung заявил, что бренд Galaxy был «хорошо установлен» в стране.
Модели Galaxy S6 разработаны как ответ на критические замечания и отзывы, полученные от предыдущих моделей, и нацелены на большинство пользователей; во время своего открытия Samsung заявила, что уделяет характерное внимание дизайну, его камерам и беспроводной зарядке. В рамках этих целей был удален ряд функций и возможностей, представленных в Galaxy S5, таких как водозащита и порт USB 3.0. Новый подход S6 к дизайну является кульминацией сдвига в практике, которая началась с Galaxy Alpha 2014 года, ставшего первым смартфоном Galaxy, в котором металл стал частью конструкции. Новое светоотражающее покрытие было разработано на собственном опыте, чтобы придать устройствам «внешний вид, схожий с драгоценными камнями».
Программное обеспечение устройства также было упрощено; представитель Samsung заявил, что 40% функций TouchWiz были удалены или упорядочены по сравнению с S5. Кроме того, аккумулятор Galaxy S6 больше не заменяется пользователем; Samsung был серьезным препятствием на пути к съемным батареям, но утверждал, что из-за быстрой зарядки переменного тока S6 и поддержки обоих основных стандартов беспроводной зарядки ему больше не нужно предоставлять пользователям возможность снимать и заменять батарею.

## Технические данные

### Аппаратное обеспечение
Смартфон управляется 64-битным восьмиядерным процессором Exynos 7420, выполненным по 14 нм технологическому процессу и графическим ускорителем Mali-T760. Компания предполагала, что выпустит устройства на новом чипсете Snapdragon 810, но в ходе тестирования последний сильно нагревался. Оперативная память составляет 3 ГБ для S6, а также S6 Edge, в то время как 4 ГБ для S6 Edge+. Аппарат обладает 32, 64 или 128 ГБ постоянной памяти. Аккумулятор — 2550 мА·ч с возможностью беспроводной зарядки[чего?].

### Частота памяти
Оперативная память может быть более быстрой для увеличения производительности системы.
Среднее знач.: 1508.3 MHz

### Функции
GPS помогает определить месторасположение субъекта, найти карты. Используется в приложениях, где требуется навигация.
NFC - это коммуникация ближнего поля, необходимая для проведения транзакций, платежей.

### Wi-Fi 5 802.11ac
Беспроводной 802.11ac отличается более высокой скоростью передачи данных, высокой надежностью и подходящим принципом энергопотребления. Он работает на двух частотах 5 и 2,4 ГГц (двухдиапазонный Wi-Fi). Подходит для игр и видеопотоков HD. Может использоваться в качестве точки доступа wifi
Дисплей выполнен по новой технологии Quad HD Super AMOLED. Дисплей телефона обладает показателем плотности пикселей 577 ppi (точек на дюйм) для S6 а также S6 Edge в то время как 518 ppi (точек на дюйм) для S6 Edge+.

### Программное обеспечение
Операционной системой смартфона является Android 5.0.2 Lollipop с существенно переработанным интерфейсом от Samsung TouchWiz 5.0.
Позже была доступна бета-версия Android 6.0 Marshmallow. 15 февраля 2016 г. стало доступно обновление до Android 6.0 Marshmallow. В марте 2017 года вышло обновление до Android 7.0 "Nougat". Позже некоторые энтузиасты выявили возможность установки AOD (Always On Display), презентованной вместе с S7, на S6.

## В популярной культуре
Samsung Galaxy S6 Edge Plus появляется в клипе Егора Крида на песню "Будильник".